# The Gamekeeper
The Gamekeeper is een Britse dramafilm uit 1980 onder regie van Ken Loach.

## Verhaal
George is een jachtopziener, die de grote jacht voorbereidt die op het eind van het jaar zal plaatsvinden. Het leven op het platteland is niet gemakkelijk voor zijn vrouw en zoon. De druk  op George neemt toe, wanneer de grote dag naderbij komt.

## Rolverdeling
| Acteur              | Personage      |
| ------------------- | -------------- |
| Phil Askham         | George Purse   |
| Rita May            | Mary           |
| Andrew Grubb        | John           |
| Peter Steels        | Ian            |
| Michael Hinchcliffe | Bob            |
| Philip Firth        | Frank          |
| Lee Hickin          | Jack           |
| Jackie Shinn        | Huisbaas       |
| Paul Brian          | Slager         |
| Ted Beyer           | Alf            |
| Chick Barratt       | Henry          |
| Willoughby Gray     | Hertog         |
| Mark Elwes          | Lord Dronfield |